# Comuna Ceapaievka, Kozelșciîna
Ceapaievka (în ucraineană Чапаєвка) este o comună în raionul Kozelșciîna, regiunea Poltava, Ucraina, formată din satele Ceapaievka (reședința) și Ulînivka.

## Demografie
Componența lingvistică a comunei Ceapaievka
     Ucraineană (97,98%)
     Rusă (2,02%)
Conform recensământului din 2001, majoritatea populației comunei Ceapaievka era vorbitoare de ucraineană (97,98%), existând în minoritate și vorbitori de rusă (2,02%).